# Distretto di San Pedro de Putina Punco
Il distretto di San Pedro de Putina Punco è uno dei dieci distretti  della provincia di Sandia, in Perù. Si trova nella regione di Puno e si estende su una superficie di 5.361,88 chilometri quadrati.

Istituito il 13 maggio 2005, ha per capitale la città di Putina Punco; al censimento 2005 contava 8.939 abitanti.